# 올림픽 배구
올림픽 배구는 올림픽에서 배구로 경기를 겨루는 올림픽 경기 종목이다. 1947년에 14개국에 의한 국제 배구 연맹이 프랑스 파리에서 창설된 이후 세계선수권과 월드컵개최가 결정된 후 배구가 국제적인 명성을 얻기 시작한 이래로 1957년 국제 올림픽 위원회 총회에서 하계올림픽 정식종목으로 채택되었으며, 1964년 하계 올림픽부터 남자-여자 경기로 나뉘어 올림픽 정식종목으로 경기가 실시된 이후 오늘에 이르고 있다.

## 메달 집계
| 순위 | 국가                   | 금메달 | 은메달 | 동메달 | 합계 |
| ---- | ---------------------- | ------ | ------ | ------ | ---- |
| 1    | 소련                   | 7      | 4      | 1      | 12   |
| 2    | 브라질                 | 5      | 3      | 2      | 10   |
| 3    | 미국                   | 3      | 3      | 4      | 10   |
| 4    | 일본                   | 3      | 3      | 3      | 9    |
| 5    | 중화인민공화국         | 3      | 1      | 2      | 6    |
| 6    | 쿠바                   | 3      | 0      | 2      | 5    |
| 7    | 러시아                 | 1      | 3      | 2      | 6    |
| 8    | 네덜란드               | 1      | 1      | 0      | 2    |
| 9    | 폴란드                 | 1      | 0      | 2      | 3    |
| 10   | 유고슬라비아           | 1      | 0      | 1      | 2    |
| 11   | 이탈리아               | 0      | 3      | 3      | 6    |
| 12   | 동독                   | 0      | 2      | 0      | 2    |
| 13   | 불가리아               | 0      | 1      | 1      | 2    |
| 13   | 체코슬로바키아         | 0      | 1      | 1      | 2    |
| 15   | 연합                   | 0      | 1      | 0      | 1    |
| 15   | 페루                   | 0      | 1      | 0      | 1    |
| 17   | 대한민국               | 0      | 0      | 1      | 1    |
| 17   | 루마니아               | 0      | 0      | 1      | 1    |
| 17   | 아르헨티나             | 0      | 0      | 1      | 1    |
| 17   | 세르비아               | 0      | 0      | 1      | 1    |
| 17   | 조선민주주의인민공화국 | 0      | 0      | 1      | 1    |
| 합계 | 합계                   | 28     | 28     | 28     | 84   |

- 자료: FIVB 2017 Media Guide[3][4]

## 세부 종목
| 종목 | 64 | 68 | 72 | 76 | 80 | 84 | 88 | 92 | 96 | 00 | 04 | 08 | 12 | 16 | 계 |
| ---- | -- | -- | -- | -- | -- | -- | -- | -- | -- | -- | -- | -- | -- | -- | -- |
| 남자 | •  | •  | •  | •  | •  | •  | •  | •  | •  | •  | •  | •  | •  | •  | 14 |
| 여자 | •  | •  | •  | •  | •  | •  | •  | •  | •  | •  | •  | •  | •  | •  | 14 |
| 합계 | 2  | 2  | 2  | 2  | 2  | 2  | 2  | 2  | 2  | 2  | 2  | 2  | 2  | 2  |    |

## 경기결과

### 남자부
| 1964 자세히 | 도쿄           | 소련         | 라운드 로빈 | 체코슬로바키아 | 일본           | 라운드 로빈 | 루마니아   | 10 |
| 1968 자세히 | 멕시코시티     | 소련         | 라운드 로빈 | 일본           | 체코슬로바키아 | 라운드 로빈 | 동독       | 10 |
| 1972 자세히 | 뮌헨           | 일본         | 3–1         | 동독           | 소련           | 3–0         | 불가리아   | 12 |
| 1976 자세히 | 몬트리올       | 폴란드       | 3–2         | 소련           | 쿠바           | 3–0         | 일본       | 10 |
| 1980 자세히 | 모스크바       | 소련         | 3–1         | 불가리아       | 루마니아       | 3–1         | 폴란드     | 10 |
| 1984 자세히 | 로스앤젤레스   | 미국         | 3–0         | 브라질         | 이탈리아       | 3–0         | 캐나다     | 10 |
| 1988 자세히 | 서울           | 미국         | 3–1         | 소련           | 아르헨티나     | 3–2         | 브라질     | 12 |
| 1992 자세히 | 바르셀로나     | 브라질       | 3–0         | 네덜란드       | 미국           | 3–1         | 쿠바       | 12 |
| 1996 자세히 | 애틀랜타       | 네덜란드     | 3–2         | 이탈리아       | 유고슬라비아   | 3–1         | 러시아     | 12 |
| 2000 자세히 | 시드니         | 유고슬라비아 | 3–0         | 러시아         | 이탈리아       | 3–0         | 아르헨티나 | 12 |
| 2004 자세히 | 아테네         | 브라질       | 3–1         | 이탈리아       | 러시아         | 3–0         | 미국       | 12 |
| 2008 자세히 | 베이징         | 미국         | 3–1         | 브라질         | 러시아         | 3–0         | 이탈리아   | 12 |
| 2012 자세히 | 런던           | 러시아       | 3–2         | 브라질         | 이탈리아       | 3–1         | 불가리아   | 12 |
| 2016 자세히 | 리우데자네이루 | 브라질       | 3–0         | 이탈리아       | 미국           | 3–2         | 러시아     | 12 |
| 2020 자세히 | 도쿄           |              |             |                |                |             |            |    |

### 여자부
| 1964 자세히 | 도쿄           | 일본   | 라운드 로빈 | 소련     | 폴란드                 | 라운드 로빈 | 루마니아 | 6  |
| 1968 자세히 | 멕시코시티     | 소련   | 라운드 로빈 | 일본     | 폴란드                 | 라운드 로빈 | 페루     | 8  |
| 1972 자세히 | 뮌헨           | 소련   | 3–2         | 일본     | 조선민주주의인민공화국 | 3–0         | 대한민국 | 8  |
| 1976 자세히 | 몬트리올       | 일본   | 3–0         | 소련     | 대한민국               | 3–1         | 헝가리   | 8  |
| 1980 자세히 | 모스크바       | 소련   | 3–1         | 동독     | 불가리아               | 3–2         | 헝가리   | 8  |
| 1984 자세히 | 로스앤젤레스   | 중국   | 3–0         | 미국     | 일본                   | 3–1         | 페루     | 8  |
| 1988 자세히 | 서울           | 소련   | 3–2         | 페루     | 중국                   | 3–0         | 일본     | 8  |
| 1992 자세히 | 바르셀로나     | 쿠바   | 3–1         | 연합     | 미국                   | 3–0         | 브라질   | 8  |
| 1996 자세히 | 애틀랜타       | 쿠바   | 3–1         | 중국     | 브라질                 | 3–2         | 러시아   | 12 |
| 2000 자세히 | 시드니         | 쿠바   | 3–2         | 러시아   | 브라질                 | 3–0         | 미국     | 12 |
| 2004 자세히 | 아테네         | 중국   | 3–2         | 러시아   | 쿠바                   | 3–1         | 브라질   | 12 |
| 2008 자세히 | 베이징         | 브라질 | 3–1         | 미국     | 중국                   | 3–1         | 쿠바     | 12 |
| 2012 자세히 | 런던           | 브라질 | 3–1         | 미국     | 일본                   | 3–0         | 대한민국 | 12 |
| 2016 자세히 | 리우데자네이루 | 중국   | 3–1         | 세르비아 | 미국                   | 3–1         | 네덜란드 | 12 |
| 2020 자세히 | 도쿄           | 미국   | 3-0         | 브라질   | 세르비아               | 3-0         | 대한민국 | 12 |

- 자료: FIVB Olympic Volleyball[7]

## 최우수 선수
| - 1984년 – 아르헨티나 Raúl Quiroga - 1988년 – 미국 Karch Kiraly - 1992년 – - 1996년 – 불가리아 Lyubomir Ganev - 2000년 – 아르헨티나 마르코스 밀린코비치 - 2004년 – 브라질 지우베르투 고도이 필류 - 2008년 – 미국 클레이턴 스탠리 - 2012년 – 브라질 무릴루 엔드리스 - 2016년 – 브라질 세르지우 산투스 | - 1984년 – 중화인민공화국 랑핑 - 1988년 – 페루 Cecilia Tait - 1992년 – 미국 폴라 와이쇼프 - 1996년 – 네덜란드 Cintha Boersma - 2000년 – 크로아티아 바르바나 옐리치 - 2004년 – 중화인민공화국 펑쿤 - 2008년 – 브라질 파울라 페케누 - 2012년 – 대한민국 김연경 - 2016년 – 중화인민공화국 주팅 |

## 같이 보기
- 올림픽 비치발리볼
- 패럴림픽 배구

## 참고 자료
- “배구”. SR/Olympic Games. 2008년 12월 1일에 원본 문서에서 보존된 문서. 2011년 11월 6일에 확인함.
- “배구”. 국제 올림픽 위원회.